# 勒塞爾火山
勒塞爾火山，或稱列尤擇山是印度尼西亞蘇門答臘的火山，海拔3,466（11,371英尺），是亞齊省最高的山峰，位於勒塞尔火山国家公园範圍內，2004年印度洋大地震令火山活躍。